# Anton Ždanovič
Anton Vjačeslavovič Ždanovič (bělorusky Антон Вячаслававіч Ждановіч, * 6. června 1991 Soligorsk, BSSR) je bělorusko-český hudebník, perkusionista.

## Životopis
Narodil se v rodině hudebníků – bubeníka Vjačeslava Ždanoviče a klavíristky Mariny Ždanovičové v Soligorsku, kam se rodina po studiu přestěhovala z Maladzečna.
Hudbu začal studovat v raném dětství se svými rodiči. V letech 2005–2010 studoval v Minsku na gymnáziu Běloruské státní hudební akademie. Po absolutoriu byl přijatý do orchestru Velkého divadla opery a baletu Běloruska. V roce 2011 se přestěhoval do České republiky, kde později absolvoval bakalářské a magisterské studium na Akademii múzických umění v Praze.

## Tvorba
První vystoupení jako sólisty s orchestrem proběhlo v roce 2009 v Minsku.
V roce 2004 se stal vítězem Mezinárodní soutěže mladých hudebníků „Muzyka nadzei“ v Homelu. V letech 2006, 2007 a 2009 byl laureátem republikánských soutěží ve hře na bicí nástroje. Během studia v Praze získal ocenění na mezinárodních hudebních soutěžích v Itálii, Slovinsku a Moldavsku, kde vystupoval především jako marimbista.
Koncertoval po Evropě, Spojených státech amerických, Spojeném království a Číně. Jako hráč orchestru vystupoval s Chickem Coreou, Johnem Patituccim, Davem Wecklem, Wintonem Marsalisem a Gérardem Depardieuem. V Česku provedl premiéry řady děl soudobých skladatelů, jako například koncert pro marimbu a symfonický orchestr „Wave Impressions“ od Keiko Abe (2019), díla Josepha Schwantnera, Eckharda Kopeckého, Daniela Hudovského a dalších.
V letech 2013 a 2016 obdržel cenu Nadace Český hudební fond za přínos k rozvoji české soudobé hudby. V roce 2018 se stal asistentem světově proslulého marimbisty a pedagoga Ludwiga Alberta na Royal Conservatoire of Antwerp.